# الشنطة (فلم)

## قصة
في إطار كوميدي أكشن، يتناول العمل قصة حقيبة يمتلكها بطل العمل وتتسبب له في العديد من المتاعب والمشاكل خلال فترة تواجده في أحد الفنادق الكبرى بمدينة دبي.

## فريق العمل

### بطولة
| - بيومي فؤاد:أدهم خان - شيرين:نوريس الطحان - شريف دسوقي:صفوت أبو غالي الوزير الهارب - محمد عبد العظيم:عبد السلام أبو حسين - ديمة الحايك:مريم المصري | - أحمد عبد الرازق - الطفلة بيري عباس:ليلى - رضا إدريس:والد ليلى - عمرو فريد | - محمود النحاس:مساعد الوزير - طارق والي - عبد الله العيسى: ناصبر قبنص - أوليجي:ليزا | - لسة:الظابط - فؤاد السوداني:فرويد - كيندي دهاوي:الصيني - ترك منصور:الشاب الصيني |